# Donald Samuel Ornstein
Donald Samuel Ornstein (Nova Iorque, 20 de julho de 1934) é um matemático estadunidense. Trabalha na área de teoria ergódica.